# Michail Petrovič Kirponos
Michail Petrovič Kirponos (Михаи́л Петро́вич Кирпоно́с; Nižyn, 12 gennaio 1892 – Lochvycja, 20 settembre 1941) è stato un generale sovietico della seconda guerra mondiale.

## Biografia
Fu direttore dal 1937 della scuola di fanteria di Kazan' e nel 1939 fu messo a capo della 70ª Divisione fucilieri durante la guerra contro la Finlandia, mettendosi in mostra e meritando la stima del maresciallo Tymošenko.
Nel febbraio 1941 sostituì il maresciallo Žukov, promosso capo di Stato Maggiore Generale sovietico, al comando del distretto militare di Kiev, ("Distretto militare speciale sud-Occidentale") e il 22 giugno, all'inizio dell'Operazione Barbarossa, dovette sostenere l'urto dell'invasione tedesca con i numerosi bombardamenti della Luftwaffe, che colpirono fin da subito le installazioni militari nella zona di Kiev.
Nei giorni successivi Kirponos ricevette dal Commissario del Popolo per la Difesa un messaggio in base al quale gli veniva ordinato di organizzare una controffensiva verso Lublino. Con quasi 3800 carri armati di vario tipo la controffensiva scattò il 23 giugno, impegnando duramente ma inutilmente per ben una settimana l'armata corazzata del generale von Kleist.
Nel settembre 1941 Kirponos fu uno dei protagonisti dell'accerchiamento di Kiev, una delle più disastrose sconfitte sovietiche della seconda guerra mondiale. All'alba del 20 settembre il quartier generale del gruppo di armate venne sorpreso e circondato dai tedeschi ad una quindicina di chilometri da Lochvycja. Insieme a Kirponos rimasero così tagliati fuori molti altri generali sovietici, tra i quali Burmistenko, Tupilov, Danilov, D. M. Dobykin, Astachov, Patapov e Pisarevskij. I tedeschi attaccarono violentemente il gruppo e Kirponos fu tra i primi ad essere ferito: entro sera il generale moriva colpito da una scheggia di shrapnel, seguendo così la tragica sorte del suo gruppo di armate sud-occidentali.
Fu insignito del titolo di Eroe dell'Unione Sovietica.